# Rancho Notorious
Rancho Notorious (br: O diabo feito mulher / pt: O rancho das paixões) é um filme estadunidense de 1952, do gênero western, dirigido por Fritz Lang.

## Sinopse
O filme conta a história de uma infame criminosa que mantém uma espécie de hotel escondido nas montanhas para os fora-da-lei. Um cowboy em busca de vingança pela morte de sua amada, segue a pista do assassino até ao esconderijo, onde se infiltra entre os bandoleiros. Ameaçado pelos inúmeros bandidos e seduzido pela criminosa, ele terá que resolver se leva a sua vingança até ao fim, ou se desiste da empreitada.

## Elenco
- Marlene Dietrich.... Altar Keane
- Arthur Kennedy.... Vern Haskell
- Mel Ferrer.... Frenchy Fairmont
- George Reeves.... Wilson
- Gloria Henry.... Betty Forbes
- William Frawley.... Baldy Gunder
- Lisa Ferraday.... Maxime
- Dan Seymour.... Commanche Paul
- Rodric Redwing....Rio
- Chefe Tahachee
- Tom London .... Deputado (não-creditado)
- Kermit Maynard .... Deputado (não-creditado)
- Lane Chandler .... Xerife Hardy (não-creditado)